# Hawaii, Oslo
Hawaii, Oslo er en norsk film, som udkom i 2004. Den er instrueret af Erik Poppe efter manuskript af Harald Rosenløw Eeg. Filmmusikken er komponeret af John Erik Kaada og Bugge Wesseltoft. Filmen fik Filmkritikerprisen i 2005.

## Rolleliste
- Vidar – Trond Espen Seim
- Leon – Jan Gunnar Røise
- Åsa – Evy Kasseth Røsten
- Frode – Stig Henrik Hoff
- Milla – Silje Torp Færavaag
- Viggo – Robert Skjærstad
- Bobbie – Petronella Barker
- Mikkel – Bejamin Røsler
- Magne – Ferdinand Falsen-Hiis
- Tina – Judith Darko
- Trygve – Aksel Hennie
- John – Morten Faldaas

## Handling
Filmen handler om Vidar som arbejder på en psykiatrisk institution. Han prøver at holde sig vågen, flere gange tidligere har han drømt forfærdelige ting som senere er sket i virkeligheden. Han drømmer at Leon, en af patienterne, som skal møde sin gamle kæreste, ikke møder hende, men bliver påkørt af en ambulance.

## Ekstern henvisning
- Officiel hjemmeside
- Hawaii, Oslo på Internet Movie Database (engelsk)
- Hawaii, Oslo på Filmdatabasen
- Hawaii, Oslo på Scope
- Hawaii, Oslo i Nasjonalbibliotekets filmografi (bokmål)
- Hawaii, Oslo i Svensk Filmdatabas (svensk)
- Hawaii, Oslo på AlloCiné (fransk)
- Hawaii, Oslo på MovieMeter (nederlandsk)
- Hawaii, Oslo på AllMovie (engelsk)
- Hawaii, Oslo på Turner Classic Movies (engelsk)
- Hawaii, Oslo på The Movie Database (engelsk)